# Koltsovo (oblast de Novossibirsk)
Koltsovo (en russe : Кольцово) est une commune urbaine de l'oblast de Novossibirsk, en Russie, qui a le statut de cité scientifique. Sa population s'élevait à 13 678 habitants en 2013.

## Histoire
Koltsovo fut fondée en 1979 pour les employés de l'Institut d'État de virologie et de biotechnologie. Le 17 janvier 2003, Koltsovo reçut le statut de naoukograd (cité scientifique), valable jusqu'en 2025, ce qui lui donne droit à des subventions spéciales pour le maintien et l'expansion de ses institutions scientifiques.

## Économie
Depuis sa création, Koltsovo s'est développé en tant que centre de biotechnologie, de biologie moléculaire et de virologie. L’Institut Vektor de Koltsovo est l’un des deux endroits au monde qui est un référentiel officiel de la variole. Le deuxième laboratoire détenant le virus de la variole réside au Center for Diseases Control and Prevention à Atlanta, en Géorgie.
L'activité scientifique de la ville des sciences a toujours été nourrie par des recherches menées par des spécialistes de Vektor. La première vague de commercialisation des développements Vektor a eu lieu dans les années 1990 et a été soutenue par le directeur Lev Sandakchiev. Un certain nombre de retombées de la recherche ont été créées à cette époque, notamment Vektor-Medica, Vektor-Best, Vektor-Bialgam, ImDi, qui figurent actuellement parmi les entreprises d'innovation les plus importantes du Koltsovo.
La recherche menée à Koltsovo comprend des développements de premier ordre, tels que les vaccins contre le cancer du sein, l'hépatite A et A + B, le vaccin thérapeutique contre le VIH et le vaccin contre la grippe pandémique H1N1; des systèmes de test pour les premiers diagnostic du cancer, des maladies infectieuses, des infections TORCH, des infections à zoonose, de l'hépatite C, ainsi que des virus mortels dangereux tels que Ebola, Marburg, Machupo, Lassa, la dengue et la fièvre jaune.
Koltsovo compte également un certain nombre d'entreprises actives dans la production d'aliments fonctionnels, comme les probiotiques liquides à 100% de bifidumbactéries, le muesli enrichi en probiotiques, les produits à base d'extraits purs de pin et de sapin, différents types de compléments alimentaires.
Non seulement la virologie et la biotechnologie sous différents aspects attirent l'attention des chercheurs de Koltsovo. Koltsovo est le siège d'une grande société informatique, le Center of Financial Technologies, développeur de logiciels pour les secteurs financier, de la santé et public, connu pour sa création du système de paiement russe Zolotaya Korona.
Koltsovo dispose d'une infrastructure pour les entreprises à vocation scientifique, notamment:
Centre d'innovation Koltsovo, une organisation à but non lucratif créée en 2000 afin d'aider au démarrage et au développement d'une entreprise locale d'innovation.
La pépinière d'entreprises Koltsovo, créée en 2006, loue des bureaux à des start-ups innovantes à des conditions avantageuses.
Le BioTechnopark Koltsovo, ouvert en 2011, est une zone de 114 hectares destinée à l'emplacement des locaux de production et de R&D des sociétés de biotechnologie. Le BioTechnopark Koltsovo lancera un centre d'utilisation commun en septembre 2014 qui servira de centre de certification et de production pour les start-ups BioTech, ainsi que de lieu pour les cours du nouveau programme de maîtrise en biotechnologie, lancé conjointement par Vector et l'Université d'État de Novossibirsk.
En 2013, le Ministère du développement économique de la fédération de Russie a adopté la création d'un cluster conjoint BioPharma et informatique dans la région de Novossibirsk avec le BioPharma centré à Koltsovo. En 2014, 35 sociétés de Koltsovo, ainsi que des sociétés de biotechnologie d'Akademgorodok et de Berdsk ont créé un partenariat à but non lucratif BioPharm en tant qu'instrument favorisant la coopération et la protection des intérêts.

## Société
Koltsovo est le naukograd le moins peuplé de Russie, mais il prend la tête, parmi d'autres naukograds, des recettes fiscales, du volume des produits d'innovation produits, de la construction résidentielle et du taux de natalité. Koltsovo est entouré de conifères et de bouleaux. Les immeubles d'habitation sont alternés par des plantations vertes. L'emplacement de la ville des sciences, sa proximité avec Novossibirsk et le centre des sciences adjacent Akademgorodok, créent une ambiance et une énergie spéciales de la vie professionnelle et sociale. Depuis 2006 à Koltsovo, 4 nouveaux quartiers ont été construits et le 5ème est prévu à construire dans les 5 prochaines années. Il assure la croissance démographique ainsi qu'un taux de natalité élevé à Koltsovo. Koltsovo possède un complexe médical de haut niveau, y compris une polyclinique rénovée avec un nouveau centre de réadaptation pour les enfants atteints de paralysie cérébrale, écoles, dont un internat spécialisé en biotechnologie, [29] jardins d'enfants, centres de loisirs, un art récemment rénové école, centres commerciaux, pharmacies, marché, cafés et un hôtel. Le parc de Koltsovo offre le ski alpin en hiver et la pêche et l'équitation en été. Koltsovo a un stade, rénové en 2008, avec des pistes de course, un court de tennis, des terrains de football et de volley-ball. Avec des représentations invitées de théâtres et de concerts de Novossibirsk. Le Parlement des jeunes, qui met en œuvre des projets sociaux, était organisé par des étudiants vivant à Koltsovo.

## Coopération internationale
Koltsovo développe activement la coopération internationale. La ville des sciences est souvent visitée par des délégations commerciales et scientifiques de pays européens et asiatiques, tels que la Finlande, l'Allemagne, les Pays-Bas, la Norvège, la Chine, la Thaïlande et d'autres. Les activités de Koltsovo se déroulent souvent dans des missions d'entreprise à l'étranger, dans des pays comme la Finlande, la Grèce, l'Allemagne et d'autres. La coopération internationale est soutenue par la municipalité de Koltsovo et le centre d'innovation Koltsovo.

## Population
Recensements (*) ou estimations de la population
| 1989* | 2002* | 2010*  | 2012   | 2013   |
| ----- | ----- | ------ | ------ | ------ |
| 7 946 | 9 570 | 12 319 | 13 033 | 13 678 |